# Schmalblättrige Steinlinde
Die Schmalblättrige Steinlinde (Phillyrea angustifolia) ist ein Strauch aus der Familie der Ölbaumgewächse. Das Verbreitungsgebiet liegt in Europa und in Nord-Afrika, auf der Krim wurde sie eingebürgert.

## Beschreibung

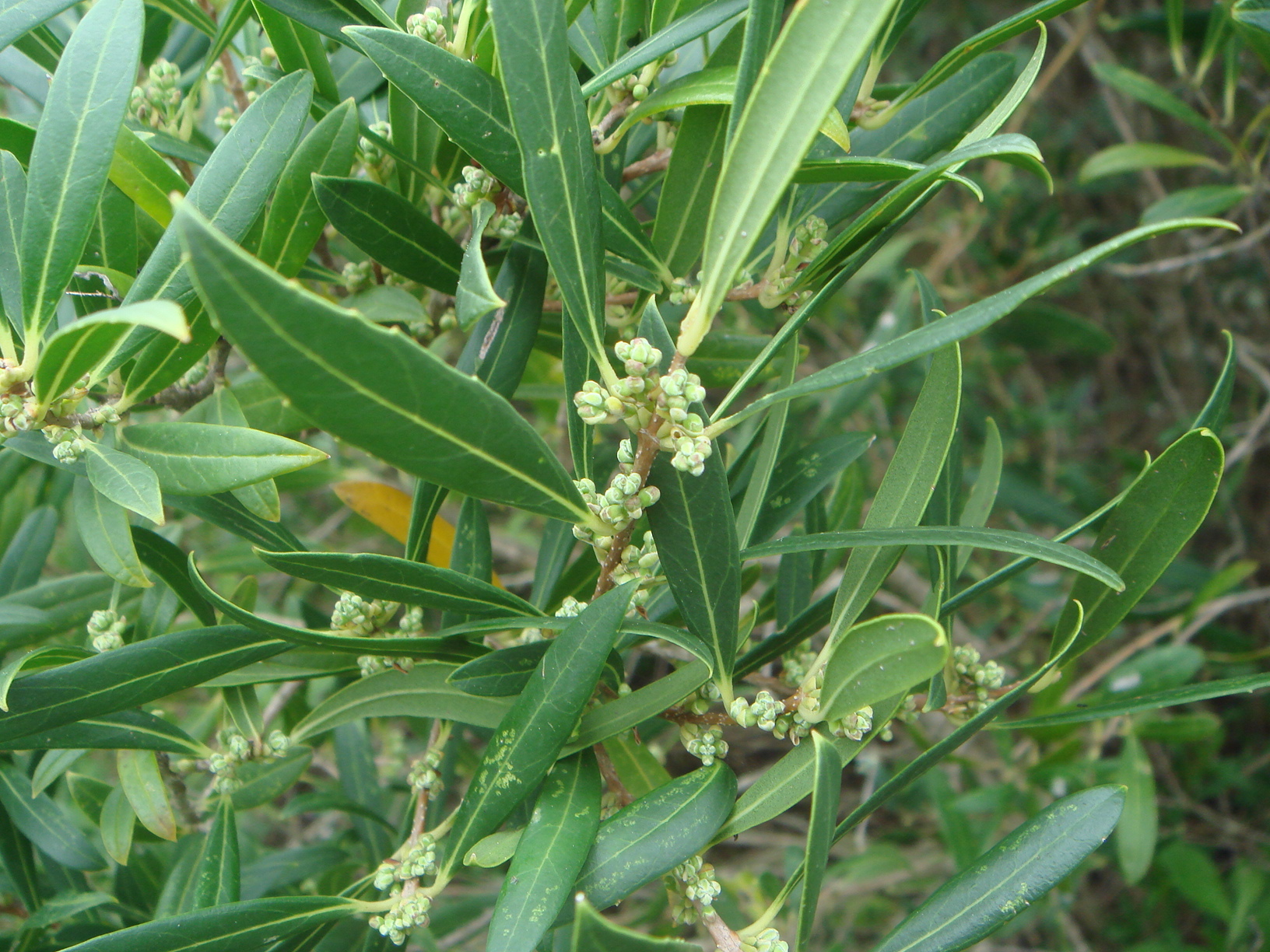
Zweige

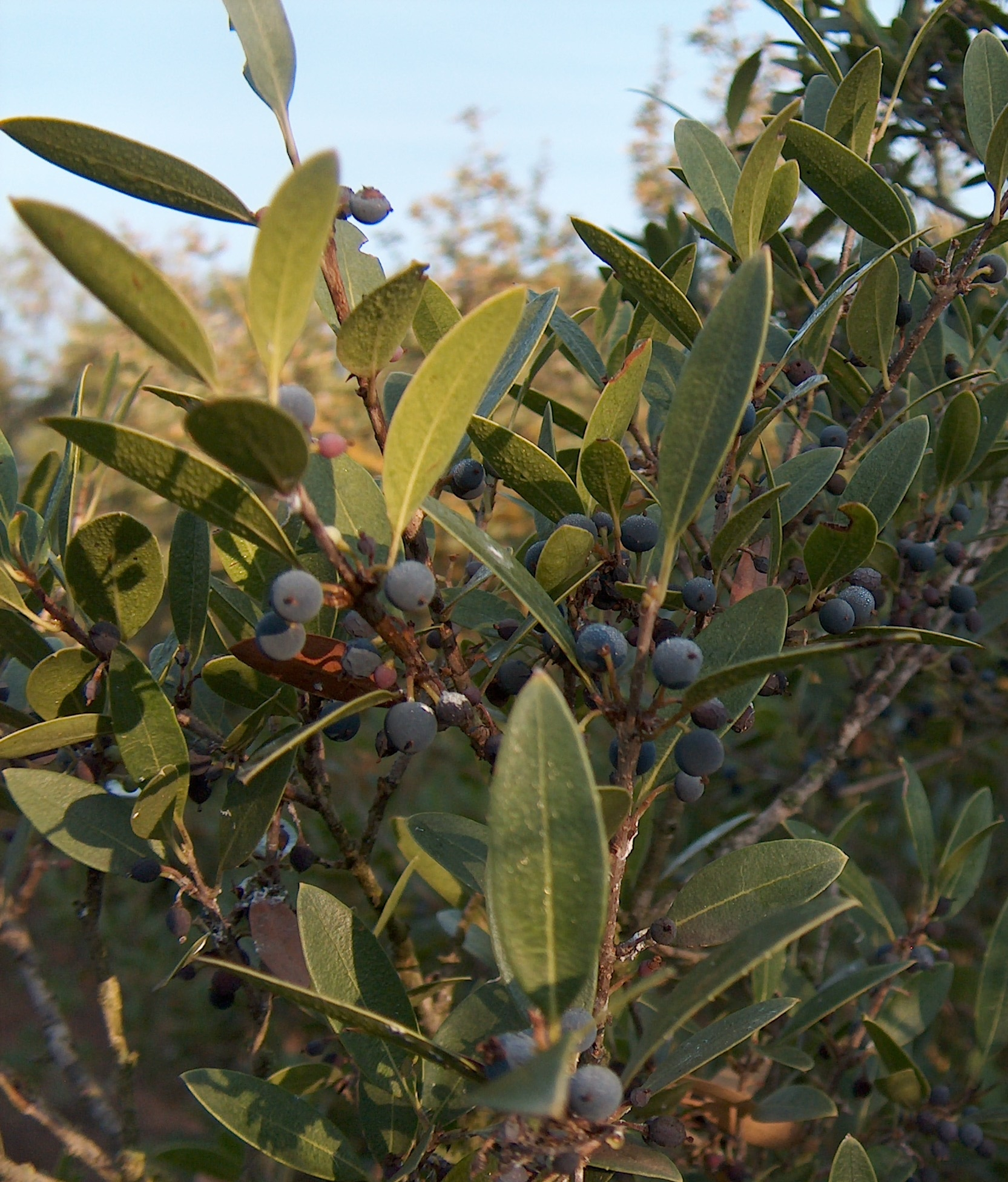
Zweige mit Früchten

Die Schmalblättrige Steinlinde ist ein bis zu 3 Meter hoher, immergrüner Strauch mit kahlen Trieben. Die Blätter stehen gegenständig. Die Blattspreite ist 3 bis 8 Zentimeter lang und maximal 1,5 Zentimeter breit, länglich bis linealisch-lanzettlich, spitz mit keilförmiger Basis, ganzrandig oder selten entfernt gezähnt und ledrig. Die Blattoberseite ist olivgrün, die Unterseite kahl und gelblich grün. Je Blatt werden vier bis sechs undeutliche und in einem engen Winkel zur Mittelrippe stehende Nervenpaare gebildet.
Die duftenden Blüten sind in kleinen, achselständigen Trauben angeordnet. Der Kelch ist dick, bräunlich, hat vier rundliche Zipfel und ist bis auf etwa ein Viertel der Länge eingeschnitten. Die schwefelgelbe Krone ist etwa 2 Millimeter lang und vierzipfelig. Die Früchte sind kugelige, 6 bis 8 Millimeter große, im reifen Zustand blauschwarze Steinfrüchte mit bleibenden Griffeln. Die Art blüht von März bis Mai, die Früchte reifen von September bis Oktober.

## Verbreitung und Standort
Das natürliche Verbreitungsgebiet der Schmalblättrigen Steinlinde liegt in Nordafrika in Algerien, Marokko und Tunesien und in Europa in Italien, Frankreich, Portugal und Spanien. Auf der Krim kommt die Art eingebürgert vor. Sie ist eine Charakterart der Macchie und wächst auch in lichten Wäldern auf mäßig trockenen bis frischen, schwach sauren bis alkalischen, lehmigen oder sandig-lehmigen, oft kalkhaltigen, nährstoffreichen Böden an licht- bis halbschattigen Standorten. Die Art ist wärmeliebend und nur mäßig frosthart.

## Systematik
Die Schmalblättrige Steinlinde (Phillyrea angustifolia) ist eine von zwei Arten aus der Gattung der Steinlinden (Phillyrea) in der Familie der Ölbaumgewächse (Oleaceae), Tribus Oleeae. Carl von Linné hat die Art 1753 wissenschaftlich beschrieben. Synonyme der Art sind Olea angustifolia L. und Phillyrea rosmarinifolia Mill. R. Govaerts führt für die Art etwa 60 Synonyme auf.

## Verwendung
Die Art wird nur selten wirtschaftlich genutzt.

## Nachweise